# Фаринья, Ричард
Ричард Джордж Фаринья (род. 8 марта 1937, Нью-Йорк, США — 30 апреля 1966, Кармел, США) — общественный активист, писатель и музыкант, игравший музыку в жанре кантри. Автор нескольких знаковых для 60-х музыкальных альбомов и одного романа, друг Томаса Пинчона и Боба Дилана.

## Ранние годы
Ричард Фаринья родился в Бруклине, Нью-Йорк, в семье ирландки Терезы Крозье и кубинца галисийского происхождения Ричарда Фаринья. Вырос в районе Флэтбуш в Бруклине и учился в Бруклинской технической высшей школе. В детские годы бывал на Кубе у родственников отца — кубинский климат был полезен болевшему астмой подростку. Закончив высшую школу с отличием, Фаринья получил академическую стипендию на обучение в Корнеллском университете. Сначала Ричард по совету отца поступил на инженерную специальность, но впоследствии перешёл на английскую литературу. Согласно рассказу его преподавателей, на экзамене по химическому машиностроению после 2 курса Ричард потратил всё время экзамена на то, чтоб написать поэму — почему он не должен изучать химическое машиностроение. Такой жест понравился преподавателю курса литературы Джеймсу Макконки, и Фаринья был зачислен на его факультет. Следующий год Ричард проводит в изучении литературы, где имел возможность посещать семинары Владимира Набокова. Зимой 1958 года познакомился и сблизился с Томасом Пинчоном, который впоследствии был шафером на свадьбе Фариньи и Мими Баэз и высоко оценивал всё его творчество. По отзывам Пинчона, они были противоположны друг другу во многом и сходились за счёт этого: «Что определяло наши отношения как писателей, так это непосредственные полярности. Чтобы не преувеличивать, Фаринья в колледже был настоящим маньяком Хемингуэя — и он представлял меня в качестве противоположного человека — Генри Джеймса. Он был сумасшедшим, я был рационалистом, он был привлекателен, я был сдержан, он был расслаблен, а мне было душно».
23 и 24 мая 1958 года участвовал в студенческой демонстрации против правил университетского кампуса, за что (в числе четырёх организаторов протестов) был отстранён от занятий. Студенческое сообщество вышло на протесты против этого решения, и Фаринья был восстановлен. На последнем курсе Фаринья стал игнорировать учёбу. Осенью и зимой 1958 года он ненадолго уехал к родственникам в Ирландию, вернулся в США и, возможно, ездил к родственникам на Кубу. После весеннего семестра 1959 года Фаринья не стал заканчивать университет; вместо этого он устроился на работу в рекламном бизнесе в компании J. Walter Thompson, работая в том числе над рекламой Shell Oil.
В своих рассказах Фаринья нередко упоминал маловероятные случаи как реальные факты своей биографии. Так, он рассказывал про участие в Кубинской революции на стороне повстанцев Фиделя Кастро (в частности про участие в битве за Санта-Клару), а также про неоднократное сотрудничество с Ирландской республиканской армией. Тем не менее, никаких достоверных подтверждений этим фактам неизвестно — ни его друзья, ни кубинские родственники не смогли подтвердить, что он бывал там в это время. Вероятно, подобные рассказы были осознанной литературной мистификацией.

## Музыкальная карьера
После ухода из университета Фаринья много времени проводил в таверне «White Horse», где постоянными гостями были фолк-музыканты, представители американского фолк-возрождения. В 1960 году Ричард общается со многими уже зарекомендовавшими себя исполнителями, такими как Питер Ярроу, Братьями Клэнси и Томми Макем. Томми знакомит Ричарда с исполнительницей Кэролин Хестер, к тому моменту уже выпустившей свой дебютный альбом и достаточно известной на музыкальной сцене Нью-Йорка. Спустя 19 дней после знакомства, весной 1960 года, Фаринья и Хестер поженились. Ричард стал позиционировать себя как менеджера Хестер.
В этот же период Фариньи знакомится с аппалачским дульцимером — народным трёхструнным инструментом. Впервые он видит дульцимер, когда на одном из локальных концертов его использует Джин Ритчи, к тому моменту уже известная фолк-исполнительница. Спустя несколько месяцев Кэролин дарит Ричарду дульцимер, сделанный их общим знакомым Джорджем Эмерсоном; Ричард начинает осваивать технику исполнения. По воспоминаниям его друзей, Фаринья игнорировал традиционную манеру игры на инструменте и принципиально не слушал записи профессиональных исполнителей. Вместо этого он использовал палочку для еды в качестве зажима и медиатор для игры на гитаре для извлечения звука. Такая своеобразная манера исполнения в итоге станет его визитной карточкой и отличительной чертой будущих альбомов.
В 1961 году Ричард участвует в ряде локальных фолк-концертов с различными исполнителями, подыгрывая им на губной гармошке и гитаре. В апреле 1961 года Фаринья знакомит Джоан Баэз с Бобом Диланом, после чего они вступают в отношения на следующие несколько лет. В середине того же года Ричард и Кэролин уезжают в Париж, где их отношения становятся более напряжёнными. Весной 1962 года в Париже Фаринья встречает 16-летнюю Мими Баэз, младшую сестру Джоан, с которой у него стремительно развиваются отношения. Вскоре после этого Ричард разводится с Кэролин, а в апреле 1963 года он, в тайне от большинства друзей, женится на 17-летней Мими.
Находясь в Англии в январе 1963 года, на студии 77 Records, Фаринья записал альбом вместе с фолк-певцом Эриком фон Шмидтом. Присутствовавший во время записи Боб Дилан играл на губной гармошке и помогал записать бэк-вокал. Эти композиции были выпущены только в 1967 году; в списке участников записи Боб Дилан указан под псевдонимом Blind Boy Grunt.
Ричард и Мими вернулись в Штаты в 1963 году, где они начали играть как дуэт, сосредоточившись на оригинальном материале, написанном Ричардом. Первое их крупное выступление состоялось на фолк-фестивале в Биг-Суре, после которого они подписывают контракт с Vanguard Records и в его рамках выпускают два новаторских фолк-роковых альбома в 1965 году. Особенностью их композиций отмечалась смесь гитарного звучания, игры на дульцимере и электрических инструментов; помимо звучания, критики отмечали тексты Фариньи. Летом 1965 года дуэт крайне успешно выступил на Ньюпортском фолк-фестивале. Заметив успехи дуэта, их начинает продюсировать Альберт Гроссман, который уже работал с Бобом Диланом. Примерно в это же время Ричард написал три сольных трека, которые вошли в сборник «Elektra Singer Songwriter Project». Помимо выпуска композиций под своими именами, дуэт писал композиции для других исполнителей лейбла (песни «Bold Marauder» и «House Un-American Blues Activity Dream»). Ещё одна песня Фариньи, «Birmingham Sunday», была записана Джоан Баэз для своего альбома «Fifth Album». Существует мнение, что Фаринья планировал спродюсировать альбом Джоан Баэз; несколько треков Баэз, которые он успел спродюсировать, были выпущены на посмертном альбоме Ричарда и Мими Фариньи «Memories».
В 1967 году был посмертно номинирован на премию «Грэмми» за лучшую фолк-запись с альбомом «Reflections In A Crystal Wind», но проиграл награду Кортелии Кларку.

## Литературная деятельность
Первая известная литературная публикация Ричарда Фаринья — рассказ «С томиком Дилана в руке», опубликованный в 1958 году в «Cornell Writer». Рассказ посвящен восприятию поэзии Томаса Дилана; с ним Фаринья побеждает на конкурсе малой прозы Корнеллского университета. Рассказ получил похвалу от местных критиков; так, выпускник Корнеллского университета, Киркпатрик Сейл писал о нём: «Если и есть в этом выпуске The Writer хоть один человек, который действительно демонстрирует способность стать первоклассным писателем, то это Фаринья. Здесь нет простого поверхностного блеска, пустого лоска, псевдостилизации, которые слишком часто встречаются в фальшивой прозе университетских литераторов». В том же выпуске году Фаринья публикует ещё 10 стихов и рассказов, многие их которых посвящены его ирландским корням.
В тот же период Фаринья публикует и произведения на темы актуальной культуры и творчества поколения битников. Так, в 1960 году в журнале «The Trojan Horse» опубликован рассказ «Песня мечты Дж. Альфреда Керовака» (“The Dream Song of J. Alfred Kerowack”), в котором автор иронизирует над Томасом Элиотом, Джеком Керуаком и Лоуренсом Ферлингетти. Так же в этот период публикуются его рассказы в журналах «Mademoiselle» и «Transatlantic Review». В этот период Фаринья был нацелен на то, чтоб стать известным и популярным автором. Писатель, преподаватель Корнельского университета Герберт Голд утверждал, что основными темами литературных рассуждений Фариньи в тот период были — как найти литературного агента или как познакомиться с хорошим редактором.
В 1962 году в журнале «Broadside» публикуются политически-ориентированные тексты песен, написанных Фариньи. Вместе с Томом Пакстоном и Филом Оуксом, Ричард публикует стихи и статьи, посвященные борьбе за гражданские права.
Наиболее известен Фариньи стал как автор единственного своего прижизненного романа, «Been Down So Long It Looks Like Up to Me». Роман начал писаться ещё в 1960; в этом году Фаринья отправлял первую сотню страниц Томасу Пинчону с просьбой показать их литературному агенту. Агент Пинчона, Кандида Донадио, оценила коммерческий потенциал романа, но была шокирована сексуальными сценами, употреблением наркотиков и отказалась работать с ним дальше. Основная часть романа была написана в 1961-1962 годах, во время поездок по Европе вместе с Кэролин Хестер. Томас Пинчон читал черновик романа в 1963 году и предложил ряд правок, ни одной из которых Фаринья не воспользовался. Судя по всему, в следующие несколько лет текст неоднократно переписывался. Название взято из песни Ферри Льюиса «I Will Turn Your Money Green». Сюжет романа сфокусирован на его опыте университетских лет, в частности, включает эпизод студенческих протестов против комендантского часа в общежитии. За главными героями романа узнаются реальные прототипы, а главный герой — Гноссос Паппадопулис — вероятно, списан с самого Фариньи. Помимо реалистичных событий, роман рассматривает темы освобождения от времени и смерти — и хладнокровия, как единственного средства достижения свободы. Предисловие к роману написал Томас Пинчон. Роман был опубликован 28 апреля 1966 года в издательстве Random House, за два дня до смерти автора. Книга собрала противоположные отзывы. Так, Пинчон отзывался о ней «как будто 200 агнелов поют Алилуйя прекрасными идеальными голосами». Более консервативные рецензенты отмечали рваный и претенциозный стиль повествования. Так или иначе, к 1970 году книга была продана тиражом в 650 тысяч экземпляров, а спустя время критики указывали на книгу как «отличный портрет всей Америки в переходный период между битниками и эпохой гражданского активизма времён Войны во Вьетнаме».
В 1969 году в том же издательстве Random House вышел посмертный сборник рассказов, стихов и повестей «Long Time Coming And A Long Time Gone». Он сопровождался предисловием Джоан Баез и комментариями Мими Фариньи. Сборник получил в целом положительные оценки, а критики замечали, что мемуарные вставки позволили создать миф вокруг жизни и творчества Фариньи.
В 2003 году роман был переведён на русский язык Фаиной Гуревич и вышел в издании «Эксмо» под названием «Если очень долго падать, можно выбраться наверх».

## Смерть
Днем 30 апреля 1968 года Фаринья участвовал в презентации своего опубликованного романа в книжном магазине «Thunderbird» в Кармеле, Калифорния. Оттуда Ричард поехал на вечеринку по случаю дня рождения его жены. В какой-то момент знакомый его жены, Уилл Хиндс, предложил Ричарду прокатиться на его мотоцикле по окрестностям. Около 19 часов мотоцикл не вписался в поворот и попал в аварию; водитель выжил, Ричард Фариньи слетел с мотоцикла и погиб на месте. Полицейский отчет содержал информацию о скорости мотоцикла в 90 миль/час (около 140 км/ч) при разрешенной скорости в 35 миль/час (48 км/ч).
Похоронен на городском кладбище Монтерей.

## Наследие
По словам многих музыкантов, композиции Фариньи сильно повлияли на их музыкальный вкус и вдохновили на написание своих хитов. Так, Лу Рид в своей песне «Pale Blue Eyes» из альбома «The Velvet Underground» отсылает к творчеству Фариньи; Брайан Джонс, вдохновляясь игрой Фариньи на дульцимере, использовал инструмент в песнях Rolling Stones «Lady Jane» и «I Am Waiting». Некоторые исследователи считают Фариньи популяризатором дульцимера среди фолк-музыкантов всего Западного побережья и оценивают дуэт Ричарда и Мими как авторов, наиболее ярко отражавших надежды на будущее фолк-музыки. Фолк-музыкант Пит Сигер в своём телешоу утверждал, что Фаринья изменил манеру игры на инструменте, добавив ей современности.
В 1971 году, в Нью-Йорке, по мотивам сборника рассказов «Long Time Coming And A Long Time Gone» была поставлена пьеса. Ричарда Фариньи сыграл Ричард Гир, а Мими Фариньи — певица Вики Сью Робинсон.
В 1973 году Томас Пинчон опубликовал свой роман «Радуга тяготения» с посвящением Ричарду Фариньи. По мнению исследователей, это посвящение — помимо очевидных дружеских уз — подчёркивает власть смерти над каждым; высказывается и другая точка зрения — что Пинчон воспринимал свой роман таким же контркультурным, как и сама персона Фариньи.
В 1978 году музыкант и преподаватель игры на дульцимере, Нил Хелман опубликовал книгу партитур для дульцимера под названием «The Richard Fariña Dulcimer Book». Позднее Нил опубликовал статью, в которой называл Ричарда Фариньи «патриархом дульцимера» и утверждал, что именно Фариньи принёс дульцимер из Аппалачских гор в городскую музыку. Дульцимер, принадлежавший Фариньи, в текущее время находится в коллекции Национального музея американской истории.
В 2001 году вышла книга «Positively 4th Street: The Lives and Times of Joan Baez, Bob Dylan, Mimi Baez Fariña, and Richard Fariña» музыкального критика Дэвида Хайду. В ней описывается фолк-сцена 60-х и рассказываются биографии Ричарда Фариньи, Мими Фариньи, Боба Дилана и Джоан Баез. Книга включает большое количество уникальных материалов и интервью; в ней рассказывается в том числе про взаимное влияние Фариньи и Дилана и их сложную историю взаимоотношений.

## Дискография
В составе дуэта «Richard & Mimi Farina» вышло 3 сингла и 3 альбома, один из которых посмертный.
Альбомы:
- Reflections In A Crystal Wind — 1965
- Celebrations For A Grey Day — 1965
- Memories — 1968

Синглы:
- Pack Up Your Sorrows/ Joy 'Round My Brain — 1965
- Hard-Loving Loser / One-Way Ticket — 1966
- Reno Nevada / One-Way Ticket — 1966

Записи с другими музыкантами:
- Rory And Alex McEwen, Carolyne* & Dick Farina* – Four For Fun — 1963
- Dick Fariña & Eric Von Schmidt — 1963